# 福井浩太郎
福井 浩太郎（ふくい こうたろう、1887年（明治20年）10月8日 - 1969年（昭和44年）2月23日）は、大日本帝国陸軍軍人。最終階級は陸軍少将。功四級。

## 経歴
1887年（明治20年）に東京府で生まれた。陸軍士官学校第20期卒業。1936年（昭和11年）3月7日、陸軍歩兵大佐進級と同時に歩兵第57連隊附となり、5月6日に歩兵第57連隊留守隊長に就任した。1937年（昭和12年）9月に歩兵第157連隊長（上海派遣軍・第101師団・歩兵第102旅団）に就任し、日中戦争に出動。クリークでの大激戦を戦い、武漢攻略戦では九江、廬山で激戦を繰り広げた。さらに第11軍主力として南昌攻略戦に参加し、修水渡河作戦で大なる戦果を挙げた。
1939年（昭和14年）8月1日に陸軍少将進級と同時に第8国境守備隊長に着任した。1940年（昭和15年）8月1日に第9独立守備隊長に転じ、12月2日に待命、12月28日に予備役に編入された。1945年（昭和20年）3月31日に召集され、歩兵第90旅団長（支那派遣軍・第13軍・第118師団）に就任した。
1947年（昭和22年）11月28日、公職追放仮指定を受けた。